# دشتلو
دشتلو (بالفارسية: دشتلو) هي قرية تقع في Golestan Rural District في إيران. يقدر عدد سكانها بـ 863 نسمة بحسب إحصاء 2016.